# Acanthopale decempedalis
Acanthopale decempedalis är en akantusväxtart som beskrevs av C. B. Cl.. Acanthopale decempedalis ingår i släktet Acanthopale och familjen akantusväxter. Inga underarter finns listade i Catalogue of Life.